# 血小板由来成長因子

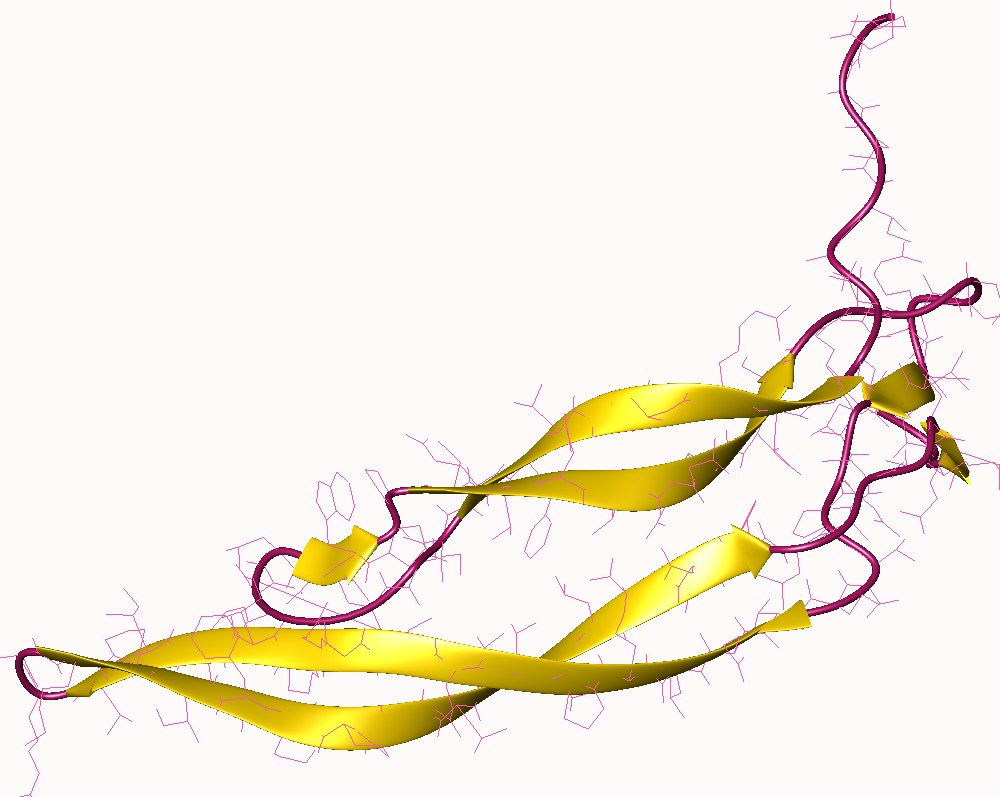
PDGF B, Human.

血小板由来成長因子（けっしょうばんゆらいせいちょういんし、英:Platelet-Derived Growth Factor、PDGF）とは主に間葉系細胞（線維芽細胞、平滑筋細胞、グリア細胞等）の遊走および増殖などの調節に関与する増殖因子であり、PDGF/VEGFファミリーに属する。主に巨核球によって産生されるほか、血小板のα顆粒中にも含まれる。後の研究により、PDGFは上皮細胞や内皮細胞など様々な細胞によって産生されることが分かっている。PDGFにはPDGF-A、B、CおよびDの少なくとも4種類が存在するが、A鎖およびB鎖はジスルフィド結合を形成することによりホモあるいはヘテロ2量体構造をとり3種類のアイソフォーム（PDGF-AA、AB、BB）を有している。PDGFはチロシンキナーゼ関連型であるPDGF受容体（PDGFR）を介してその生理作用を発現することが知られている。

## 発見の経緯

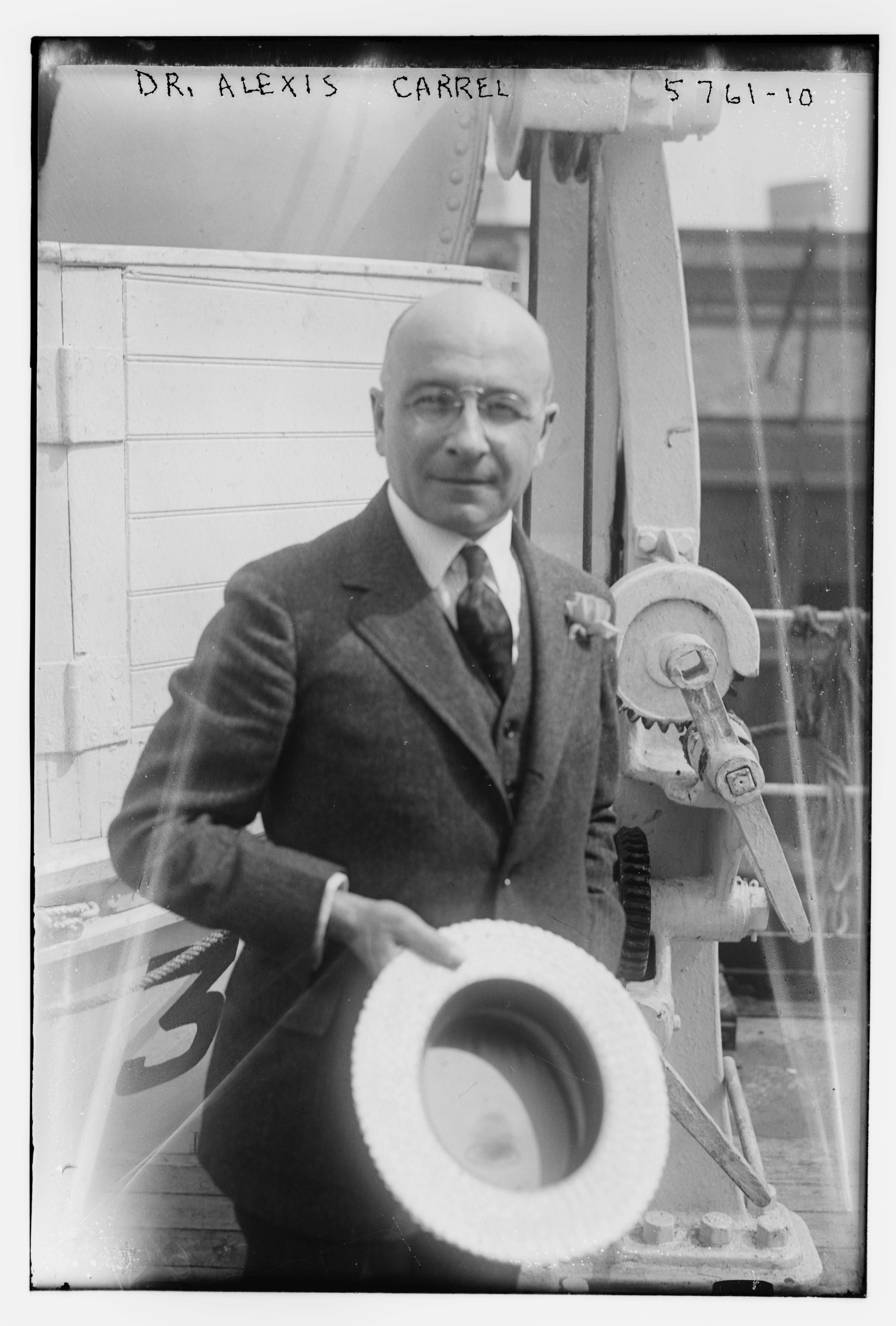
アレクシス・カレル(1873-1944)。

20世紀初頭、アレクシス・カレル（Alexis Carrel）は生理食塩水中において組織を培養しようとすると細胞がやがて死滅することに疑問を抱き、研究を行った。彼はこの生理食塩水に対して血漿を補充したり細胞を血清に浸すことによって細胞の増殖維持が可能となることを発見したが血清中にある成分が細胞増殖活性を持つという考えにまでは至らなかった。その後、ハワード・テミン（Howard Temin）及びレナート・ドゥルベッコ(Renato Dulbecco)がそれぞれ独立して細胞の増殖に関与する成分が血清中に存在することを見出した。血漿と異なり、血清中には血小板に由来する物質が含まれているためこれが血清のより大きな細胞増殖活性をもたらしている可能性が考えられた。1974年にこの血清中の物質が血管平滑筋の増殖を促す作用を持つことが分かり、血小板由来成長因子と名付けられた。1979年にはPDGFが精製され、その構造も明らかになった。PGDF-Bはサル肉腫ウイルスの癌遺伝子v-sisと92%の相同性を有することが明らかになっており、現在では発癌への関与が注目されている。また、2000年にはPDGF-Cが、2001年にはPDGF-Dがそれぞれ発見されている。

## 遺伝子および分子構造
| 遺伝子 | 遺伝子座 | アミノ酸残基数 | PDGF/VEGFドメイン | CUBドメイン | ノックアウトマウスの表現型                              |
| ------ | -------- | -------------- | ----------------- | ----------- | ------------------------------------------------------- |
| PDGFA  | 7p22     | 196 または 211 | O                 | X           | 胎生期10日以前あるいは生後早期に死亡                    |
| PDGFB  | 22q13    | 241            | O                 | X           | 胎生期後期に致死 （腎の未成熟や血管系の異常形成による） |
| PDGFC  | 4q31     | 345            | O                 | O           | －                                                      |
| PDGFD  | 11q22    | 370            | O                 | O           | －                                                      |

PDGF-AおよびBは8つのよく保存されたシステイン残基を有しており、これらの残基同士で分子内ジスルフィド結合（R-S-S-R'）を形成している。カルボキシル基（-CO2H）側にはPDGF/VEGFドメインが存在し、アミノ基（-NH2）側に存在するCUBドメインはPDGF-CおよびPDGF-Dに見られる。CUBドメインはおよそ110個のアミノ酸から構成される。PDGF-AおよびBはアミノ基側のプロドメインを切断されることにより活性化を受けてから分泌される性質をもつ。両者（A、B）の成熟体の間においては互いに60%の相同性を有している。PDGFA遺伝子の転写機構には6番目のエキソンにおける選択的スプライシングが存在し、細胞内においては一般に短型が多い。PDGF-CおよびDは分泌されたのちにアミノ基側のCUBドメインの切断除去を受けて他のアイソフォームと同様にホモ二量体を形成するが、ヘテロ二量体を形成しうるかについてはよく分かっていない。

## 受容体

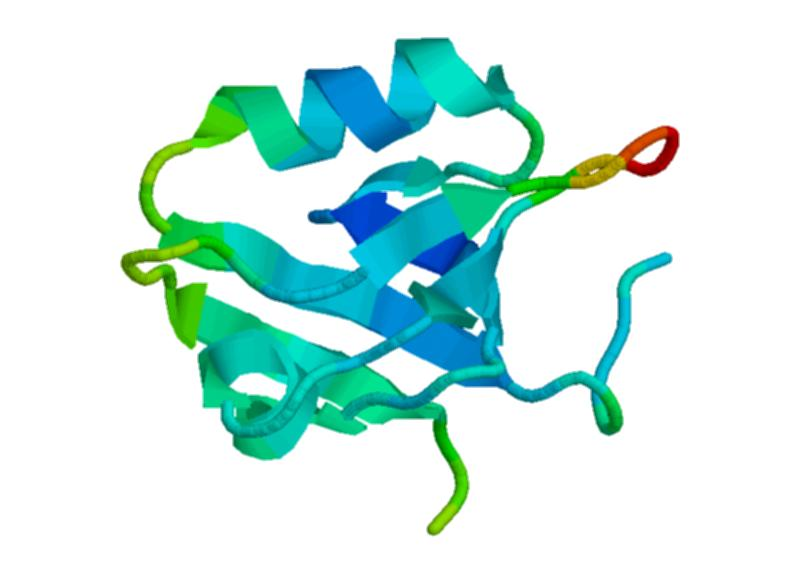
PDGFRβの構造。

チロシンキナーゼ関連型受容体の一種であるPDGFRには構造的に類似した2種類のサブタイプが存在し、それぞれPDGFRαおよびβと呼ばれており、ヒトの染色体では4q11-12、5q31-32に位置する。PDGFRAおよびPDGFRB遺伝子は互いに構造が類似しており、それぞれ約69kb、約43kbの長さを持ち、23個のエキソンを有する。PDGFRA遺伝子は幹細胞増殖因子（SCF）受容体であるc-kitをコードする遺伝子と、PDGFRB遺伝子はCSF-1受容体の遺伝子と位置・構造が近く、同一の遺伝子から進化したと考えられている。いずれのサブタイプも5つの免疫グロブリン様ドメイン細胞外に有し、さらに1つの細胞膜貫通ドメインと細胞内にはエフェクター分子やアダプター分子の結合に必要なドメインを有している。通常これらの受容体タンパク質は細胞膜上に単量体で存在しているがリガンドの結合によってPDGFRをはじめとしたチロシンキナーゼ関連型受容体は二量体を形成することが知られており、PDGFR-αα、PDGFR-αβ、PDGFR-ββの三種類の組み合わせが存在する。これらの複合体はそれぞれリガンドに対する親和性が異なり、各PDGF二量体がどの受容体を活性化しうるかについて以下に示した。
|          | PDGF-AA | PDGF-AB | PDGF-BB | PDGF-CC | PDGF-DD |
| -------- | ------- | ------- | ------- | ------- | ------- |
| PDGFR-αα | O       | O       | O       | O       | X       |
| PDGFR-αβ | X       | O       | O       | O       | ?       |
| PDGFR-ββ | X       | X       | O       | O       | O       |

リガンドとの結合によりPDGFRのチロシン残基が自己リン酸化を受け、SH2ドメインを有するシグナル伝達分子（PLC-γ、Grb2、PI3Kなど）との結合部位となり下流へシグナルを伝える。

## 生理作用
PDGFは細胞遊走や形質転換等を引き起こし、胎児の成長や血管新生にも関与していると考えられている。血管や線維芽細胞では炎症および創傷治癒の過程においてPDGFRβの発現が上昇することも報告されている。また、PDGFはある種の疾患の進行に関与しており、PDGFおよびPDGFRの過剰発現はアテローム性動脈硬化や線維増殖性疾患の発症と関連がある。さらに、PVDFは細胞周期をG1/S期において制御している。ニューロンやグリア細胞はPDGFおよびその受容体を発現しており、分化・増殖を促している。